# Mandioca

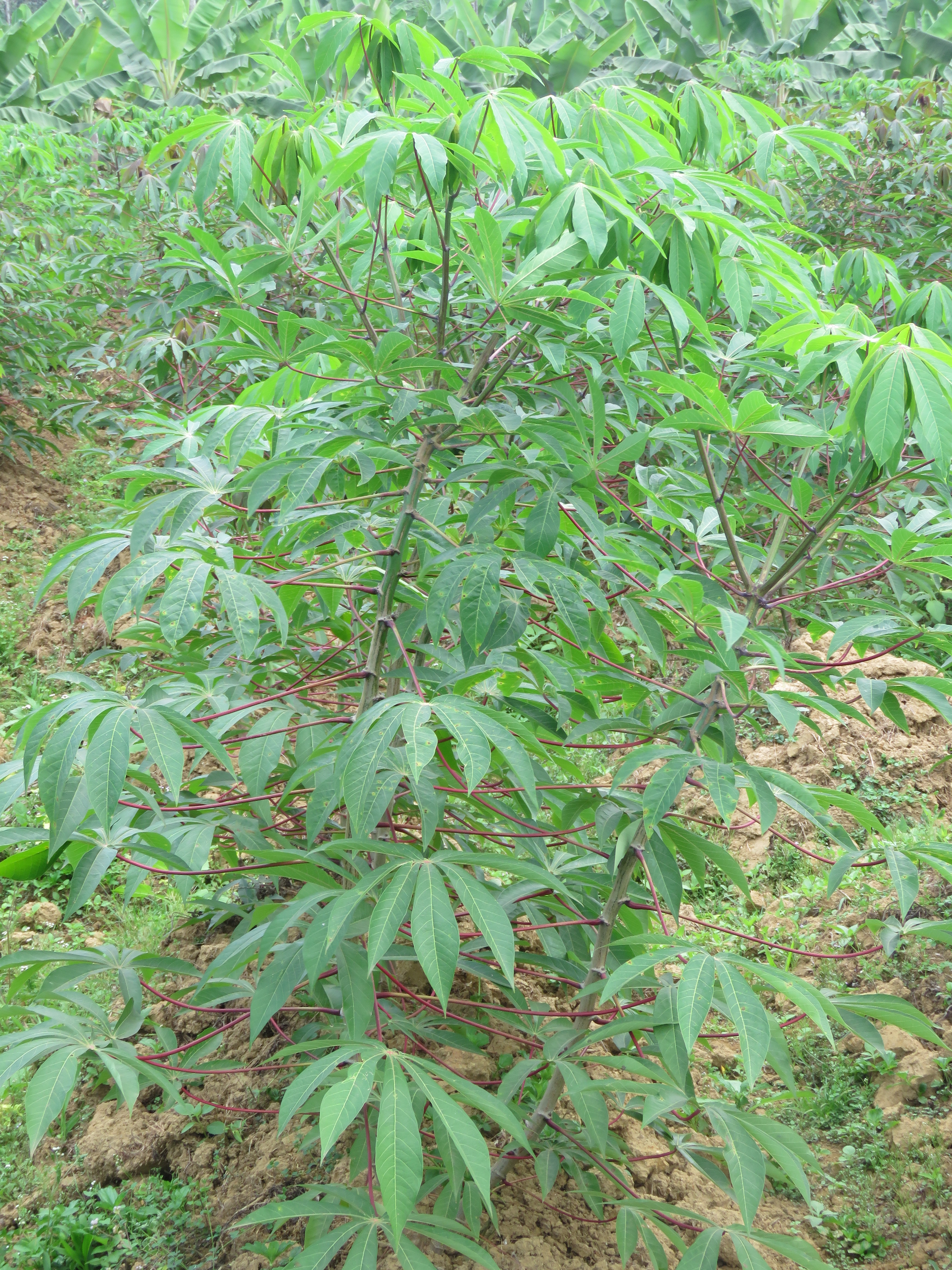
Vista general de la planta

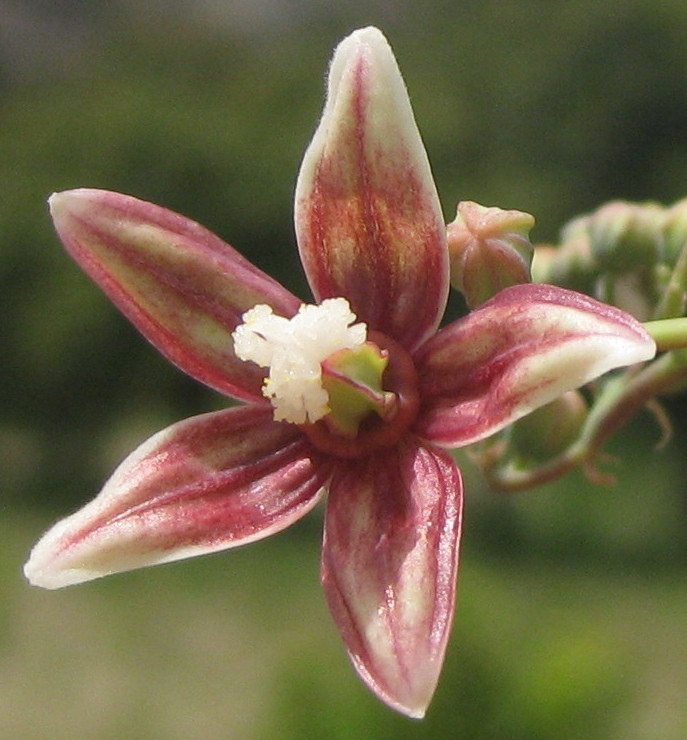
Flor femenina

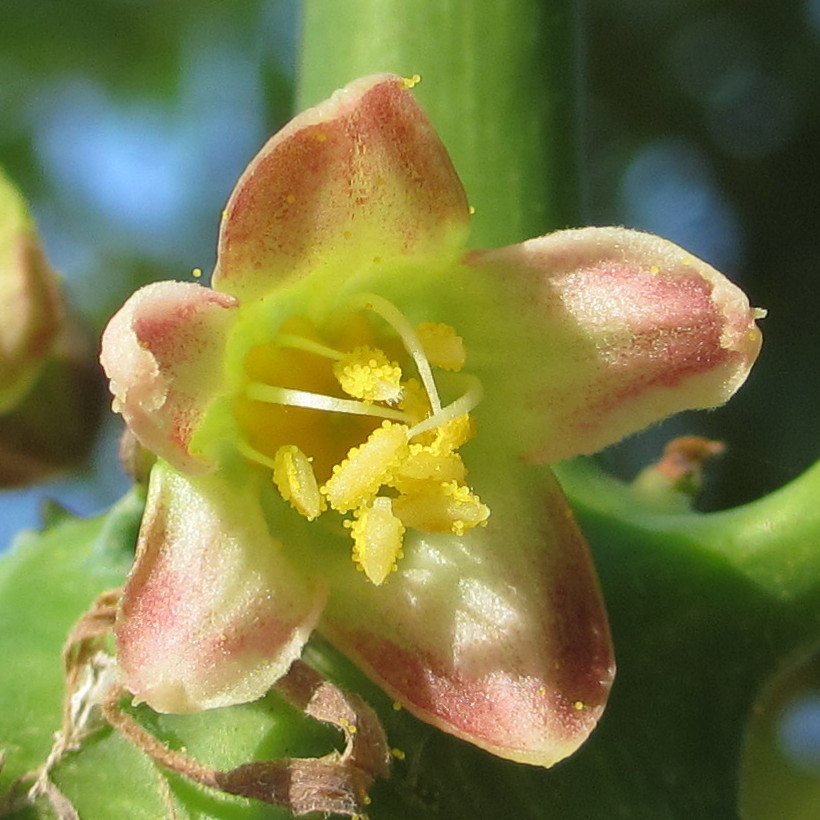
Flor masculina

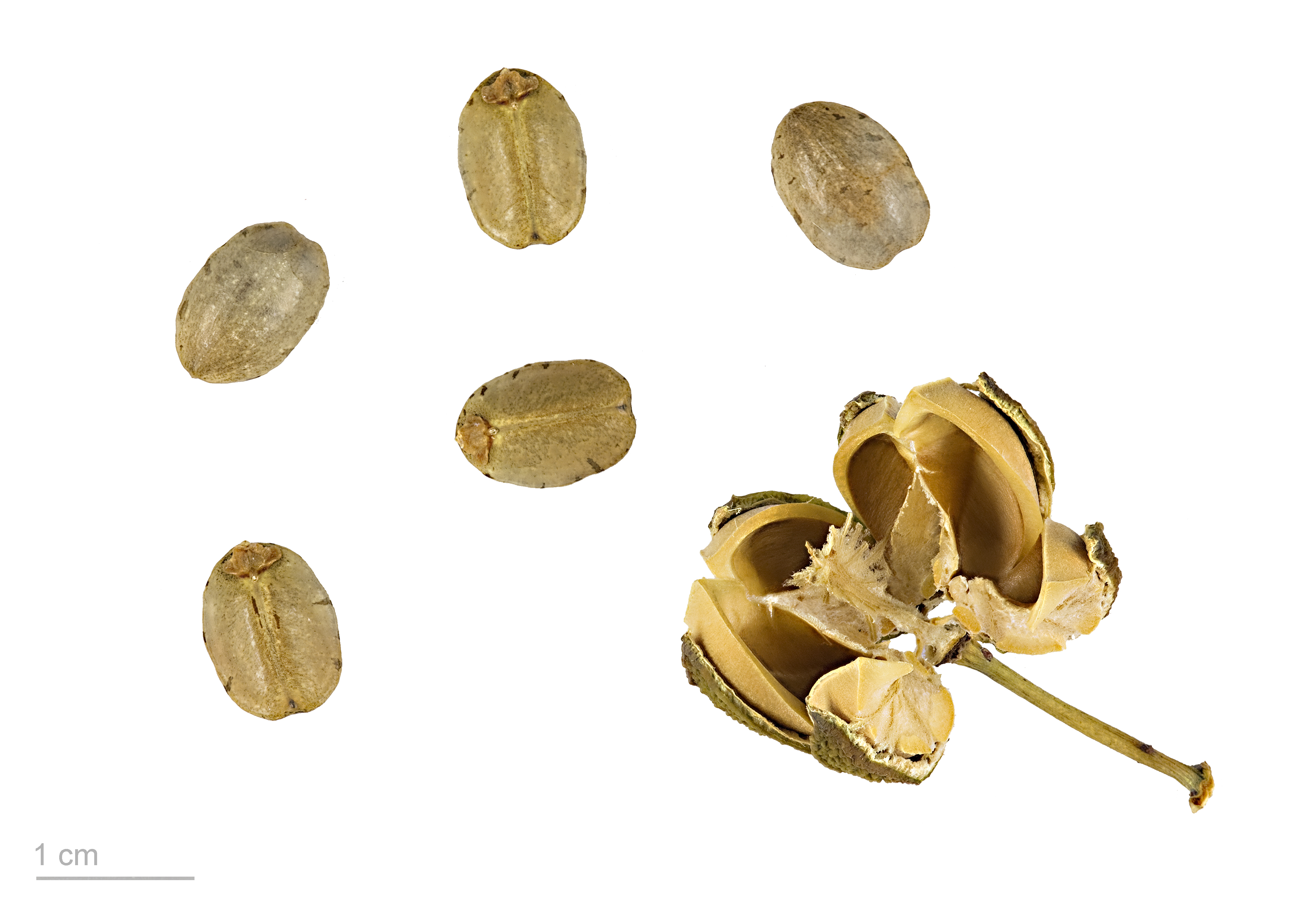
Llavors

La mandioca (Manihot esculenta), de vegades anomenada també iuca (no s'ha de confondre amb el gènere iuca o Yucca), és una espècie de planta amb flors del gènere Manihot dins la família de les euforbiàcies. És nativa de la zona tropical d'Amèrica del Sud (Brasil, Bolivia, Perú, Equador i Colòmbia).
D'aquesta planta s'obté la tapioca, aliment ric en glúcids com el midó.

## Descripció
És un arbust perennifoli, monoic, amb arrels tuberoses engruixides, fusiformes i d'arrels fibroses. Les fulles són alternes, palmades i estipulades.

## Taxonomia
Aquesta espècie va ser publicada per primer cop l'any 1766 a l'obra Institutiones Rei Herbariae juxta nutum Naturae Digestae ex Habitu de Heinrich Johann Nepomuk von Crantz (1722-1799)

### Sinònims
Els següents noms científics són sinònims d'Abelmoschus esculentus:
- Sinònims homotípics

- Janipha manihot (L.) Kunth
- Jatropha manihot L.
- Manihot manihot (L.) H.Karst.

- Sinònims heterotípics

- Janipha aipi (Pohl) J.Presl
- Jatropha aipi (Pohl) Göpp.
- Jatropha diffusa (Pohl) Steud.
- Jatropha digitiformis (Pohl) Steud.
- Jatropha dulcis J.F.Gmel.
- Jatropha flabellifolia (Pohl) Steud.
- Jatropha glauca A.Rich.
- Jatropha janipha Lour.
- Jatropha lobata var. richardiana Müll.Arg.
- Jatropha loureiroi (Pohl) Steud.
- Jatropha mitis Rottb.
- Jatropha mitis Sessé & Moc.
- Jatropha paniculata Ruiz & Pav. ex Pax
- Jatropha silvestris Vell.
- Jatropha stipulata Vell.
- Mandioca aipi (Pohl) Link
- Mandioca dulcis (J.F.Gmel.) D.Parodi
- Mandioca utilissima (Pohl) Link
- Manihot aipi Pohl
- Manihot aipi var. lanceolata Pohl
- Manihot aipi var. latifolia Pohl
- Manihot aipi var. lutescens Pohl
- Manihot aypi Spruce
- Manihot cannabina Sweet
- Manihot cassava Cook & Collins
- Manihot diffusa Pohl
- Manihot digitiformis Pohl
- Manihot dulcis (J.F.Gmel.) Baill.
- Manihot dulcis var. aipi (Pohl) Pax
- Manihot dulcis var. diffusa (Pohl) Pax
- Manihot dulcis var. flabellifolia (Pohl) Pax
- Manihot edule A.Rich.
- Manihot esculenta subsp. alboerecta Cif.
- Manihot esculenta var. argentea Cif.
- Manihot esculenta var. coalescens Cif.
- Manihot esculenta var. communis Cif.
- Manihot esculenta var. debilis Cif.
- Manihot esculenta subsp. diffusa Cif.
- Manihot esculenta var. digitifolia Cif.
- Manihot esculenta var. domingensis Cif.
- Manihot esculenta var. fertilis Cif.
- Manihot esculenta subsp. flabellifolia (Pohl) Cif.
- Manihot esculenta var. flavicaulis Cif.
- Manihot esculenta var. fuscescens Cif.
- Manihot esculenta subsp. grandifolia Cif.
- Manihot esculenta var. hispaniolensis Cif.
- Manihot esculenta var. jamaicensis Cif.
- Manihot esculenta var. luteola Cif.
- Manihot esculenta var. mutabilis Cif.
- Manihot esculenta var. nodosa Cif.
- Manihot esculenta var. pohlii Cif.
- Manihot esculenta var. ramosissima Cif.
- Manihot esculenta var. rufescens Cif.
- Manihot esculenta var. sprucei Lanj.
- Manihot esculenta var. zimmermannii Cif.
- Manihot flabellifolia Pohl
- Manihot flexuosa Pax & K.Hoffm.
- Manihot guyanensis Klotzsch ex Pax
- Manihot loureiroi Pohl
- Manihot melanobasis Müll.Arg.
- Manihot palmata var. aipi (Pohl) Müll.Arg.
- Manihot palmata var. diffusa (Pohl) Müll.Arg.
- Manihot palmata var. digitiformis (Pohl) Müll.Arg.
- Manihot palmata var. flabellifolia (Pohl) Müll.Arg.
- Manihot sprucei Pax
- Manihot utilissima Pohl
- Manihot utilissima var. castellana Pohl
- Manihot utilissima var. sutinga Pohl

## Usos
Es conrea com a aliment bàsic a molts països tropicals. La mandioca és la tercera font d'hidrats de carboni de la humanitat. La mandioca es classifica com "dolça" o "amargant" segons el nivell de la substància tòxica (glucòsids cianogènics) que conté. Una preparació poc acurada de la mandioca causa una malaltia anomenada konzo. Tanmateix, els agricultors prefereixen conrear varietats "amargants", puix que són més resistents a les plagues.
L'arrel de mandioca fa de 5 a 10 cm de diàmetre i arriba a fer de 50 a 80 cm de llarg. L'interior de l'arrel pot ser blanca o grogosa. És rica en midó, calci, fòsfor i vitamina C (25 mg/100 g) però pobra en proteïnes i altres nutrients.